# Asil Duran (Barcelona)
|  | Per a altres significats, vegeu «Asil Duran». |

L'asil Duran va ser un reformatori per a nois creat el 1890 per un llegat de l'empresari i filantrop Toribi Duran i Garrigolas (1814-1888). Al començament estava ubicat al carrer de Tuset de Barcelona, i el 1942 es va traslladar a la Bonanova, als terrenys de l'antiga Torre Vilana.

## Història

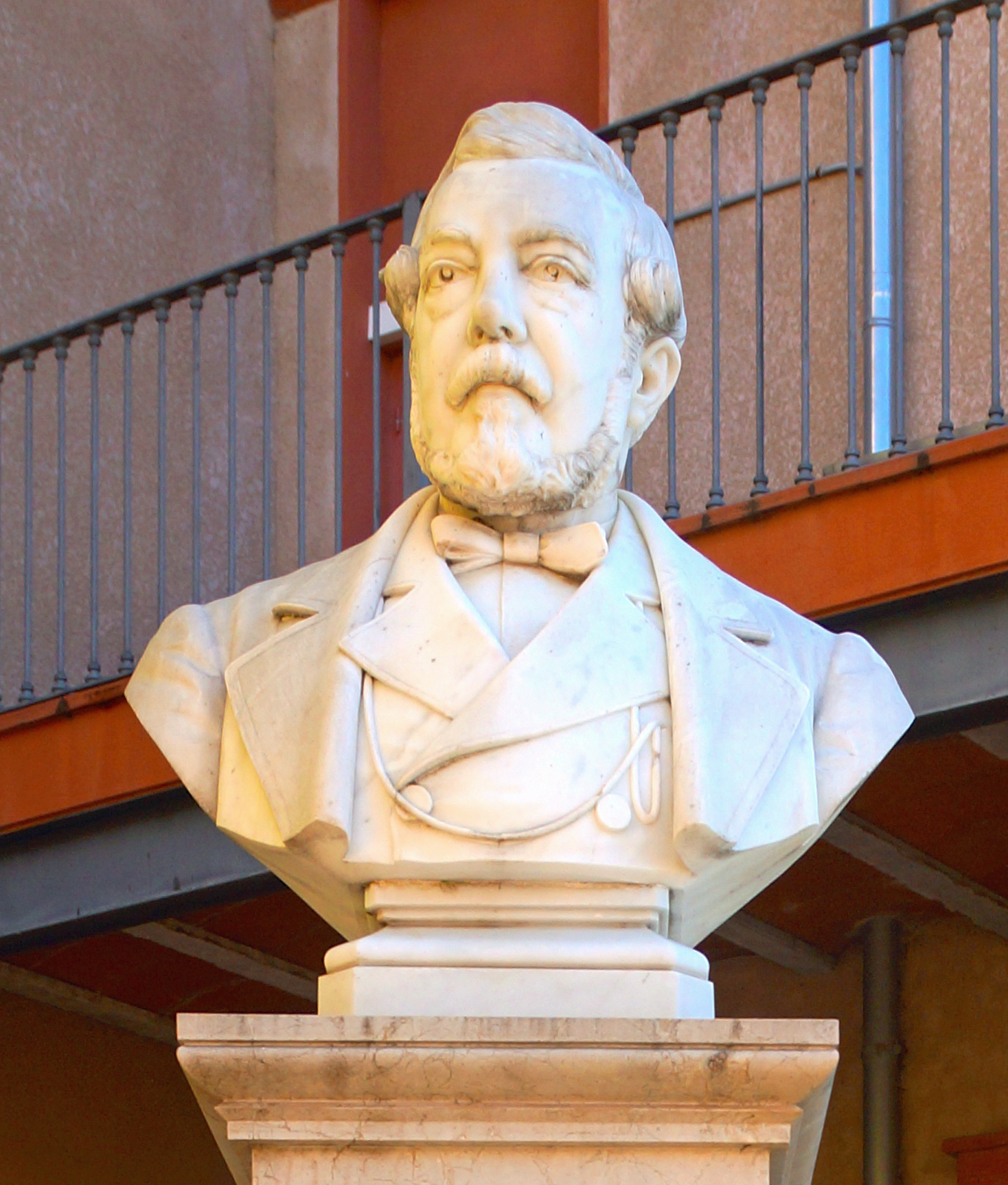
Toribi Duran

A la fi del segle xix, Charles Fissiaux (1806-1867), un sacerdot francès, va arribar a Barcelona. Ja havia creat una escola de reforma de joves criminals i asocials a Masella, a la qual va provar de desenvolupar un enfocament nou de la delinqüència juvenil i crear un orde religiós per a administrar les cases de correcció. El sistema de la institució era caracteritzat per una vida comuna. Primer hi havia un període d'observació de l'intern per després poder entrar en el règim comú de la casa, on es feia servir un sistema tutorial: l'adjudicació de dos companys més grans que l'instruïen en els usos i els costums. Igualment tenien la funció de delators: els tutors eren castigats si el seu «protegit» atemptava saltar el mur.
L'edifici fou projectat per l'arquitecte Enric Sagnier i Villavecchia, que en el marc del mateix llegat va construir el 1899 un segon reformatori a Castelló d'Empúries, poble natal de Duran. Tenia una superfície construïda de 4.500 m², en una parcel·la d'una hectàrea. La gestió del centre fou confiada a la Congregació de Sant Pere ad vincula, aprofitant la Llei especial de cases de reforma de gener de 1883. Era el primer reformatori modern que volia ser més que una presó i donar una formació professional i moral als internats que els permetés viure de la seva feina en sortir en llibertat. L'Ajuntament de Barcelona hi tenia 200 places reservades per a les necessitats de la Beneficència Municipal, i També hi havia joves internats per iniciativa dels seus parents que consideraven que necessitaven reforma.
Al contrari de la presó tradicional d'aleshores, amb només reclusió i punició, l'asil Duran volia, almenys en teoria, aplicar un mètode combinat de recompenses i sancions. El 1903, el criminòleg Fernando Cadalso parla d'un bell edifici amb una escola destinada a joves de nou a quinze anys que hi aprenen durant un màxim de tres anys les aptituds bàsiques (llegir, escriure, calcular) i un ofici com la fusteria, ferreteria, sabateria, manyeria, lampisteria i d'altres i conclou que «aquesta institució realment és l'única d'aquest tipus a Espanya i mereix figurar al costat de les millors a l'estranger». Al moment de recobrar la llibertat, els interns rebien roba nova i diners, d'acord amb l'estalvi que havien acumulat en treballar als tallers. A aquells que no tenien família, a través del patronat, s'intentava trobar una feina i s'animava a seguir mantenint contacte amb la institució. Els interns obtenien notes mensuals de l'escola, del taller i d'activitats, que es traduïen en punts i vals. Això suposava un benefici per al menor a l'hora de tenir privilegis i la possibilitat d'una llibertat condicional. Les sancions, en canvi, podien suposar un canvi de secció, repressions verbals, pèrdua de beneficis, privació de privilegis. Aquest optimisme contrasta amb els testimoniatges d'interns que descriuen la vida dura i la repressió sense mercè dels «joves asocials» per part dels germans.
El 1936, durant la Guerra Civil espanyola, l'edifici va ser incendiat, i el 1942 l'asil fou traslladat als terrenys de l'antiga Torre Vilana a la Bonanova, i l'edifici original va ser parcialment enderrocat.  El 1977, en plena Transició, el centre va deixar de funcionar com a internat, i el 1989, els terrenys van ser adquirits per a la construcció del Centre Mèdic Teknon. L'Asil Duran de Castelló d'Empúries continua funcionant al seu lloc d'origen i, després de moltes vicissituds, va ser rehabilitat el 2001 com a residència per a gent gran.

## «L'Asil Durán: l'exemple d'allò que no ha de ser»
Tot i el positivisme pedagògic, durant la postguerra a Barcelona la frase feta «si et portes mal, te n'aniràs a l'asil Duran» era una amenaça popular de pares amb nens indòcils. En l'imaginari col·lectiu i popular, l'asil era ni més ni menys una presó de joves. Entre els alts ideals pedagògics proclamats pels patrocinadors i la realitat quotidiana viscuda pels internats hi ha força discordància:
| « | Sota la imatge d'escola de reforma, s'amaga un dels episodis més foscos de la nostra història. Amb el beneplàcit de les autoritats, s'autoritzava l'abús i els càstigs mes severs cap als alumnes de la institució,[…] emparat per l'església catòlica. | » |

A la seva novel·la autobiogràfica, Tanguy (1957) l'escriptor Michel del Castillo tracta la seva experiència personal en una condemna severa. Manuel Vázquez Montalbán al pròleg de Tanguy testimoneja:
| «                                                                         | He vist marxar cap a l'Asil Durán diversos companys del carrer, del barri, de col·legi i, a alguns, els he vist tornar sense identitat, trencats per sempre, condemnats a una vilesa adquirida sota l'ombra corruptora dels germans de l'asil; més tard vaig trobar delinqüents comuns a la presó que havien iniciat el seu aprenentatge a l'Asil Durán i l'havien continuat a la Legió. | » |
| — Manuel Vázquez Montalbán en el pròleg de Tanguy de Michel del Castillo, | |   |

## L'Asil Duran en la literatura
- Michel del Castillo, Tanguy, història d'un nen d'avui, (1957, 1994 per a la traducció en català)[17] amb pròleg de Manuel Vázquez Montalbán.